# Деменція
Деме́нція (лат. dementia — безумство) — синдром стійкого порушення когнітивних функцій внаслідок органічного ураження мозку. 
Частота деменції зростає з віком: від 2% — у віці до 65 років, до 20% — у людей 80 років і старше. В Україні на деменцію страждають[коли?] 63 тисячі людей. Щороку занедужують понад 4,5 тисячі осіб. У 40% випадків їх спіткає судинна деменція.
Дослідження протягом 44 років 1462 жінок віком від 38 до 60 років показало, що висока фізична активність та регулярні фізичні вправи сповільнила вік початку деменції на 9,5 років порівняно з середньою фізичною активністю.

## Клінічні ознаки
- Порушення короткочасної та довгочасної пам'яті (за даними психіатричного інтерв'ю, суб'єктивного та об'єктивного анамнезів, нейро- та патопсихологічної діагностики).
- Принаймні одне з такого:

- порушення абстрактного мислення;
- порушення критики, що виявляється як нездатність будувати реальні плани відносно оточуючих, рідних та питань, пов'язаних з роботою;
- нейропсихологічні симптоми і синдроми: афазія, апраксія, агнозія («три А»), а також порушення зорово-просторових функцій і конструктивної діяльності;
- зміни особистості.

- Соціальна дезадаптація у родині та на роботі.
- Відсутність проявів делірію в період деменції.
- Наявність органічного фактору в історії хвороби (за результатами лабораторних досліджень, аналізів і т. п.).

## Класифікація

### За локалізацією ураження структур мозку

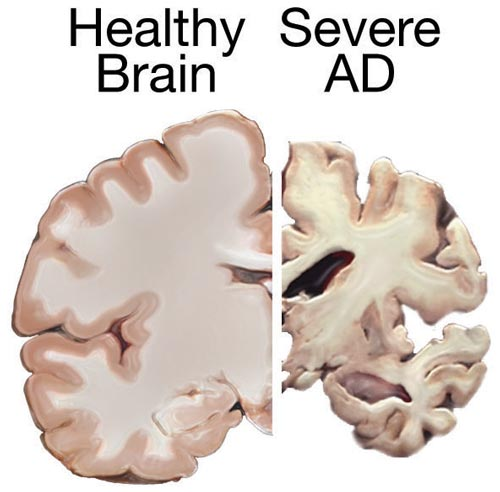
Атрофія мозку при тяжкому перебігу хвороби Альцгеймера (ліворуч — здоровий мозок)

Виділяють:
- кіркову — з переважним ураженням кори головного мозку (хвороба Альцгеймера, лобово-скронева часткова дегенерація, алкогольна енцефалопатія);
- підкіркову — з переважним ураженням підкоркових структур (прогресуюча судинна лейкоенцефалопатія (хвороба Бінсвангера), прогресуючий надядерний параліч, хвороба Гантінгтона, хвороба Паркінсона, мультиінфарктна деменція (ураження білої речовини));
- кірково-підкіркову (хвороба з тільцями Леві, кірково-базальна дегенерація, судинна деменція);
- мультифокальну — з множинними вогнищевими ураженнями (хвороба Кройцфельда — Якоба).Атрофія мозку при тяжкому перебігу хвороби Альцгеймера (ліворуч — здоровий мозок)

### Основна класифікація деменцій пізнього віку
- Судинні деменції (церебральний атеросклероз).
- Атрофічні деменції (хвороба Альцгеймера,[7] хвороба Піка).
- Змішані.

### Синдромальна класифікація
- Лакунарне (дисмнестичне) слабоумство. Більш за все страждає пам'ять: прогресуюча та фіксаційна амнезія. Хворі можуть компенсувати свій дефект, записуючи важливе на папері тощо. Емоційно-особистісна сфера страждає не сильно: ядро особистості не зачіпається, можливі сентиментальність та емоційна лабільність, як при хворобі Альцгеймера.
- Тотальне слабоумство. Грубі порушення як у пізнавальній сфері (патологія пам'яті, порушення абстрактного мислення, довільної уваги та сприйняття) та особистості (розлади моральності: зникають почуття обов'язку, делікатність, коректність, чемність, сором'язливість; руйнується ядро особистості). Причини: локальні атрофічні та судинні ураження лобних часток мозку як при хворобі Піка.

## Стадії деменції
1. Доклінічна деменція. Починають відбуватися патологічні зміни (атрофія) в гіпокампі, який відповідає за короткострокову та довгострокову пам'ять. Ці зміни мозку зазвичай відбуваються протягом десятків років до появи будь-яких перших ознак чи симптомів. На цьому етапі, як правило, фізична та психологічна діагностика пацієнта не виявляють змін у судженнях людини чи здатності виконувати повсякденну діяльність.[8]
2. Легка деменція розвивається, коли патологічні процеси розповсюджуються на кору головного мозку. Пам'ять погіршується і з’являються порушення інших когнітивних навичок. На цій стадії вже можна говорити про встановлення клінічного діагноза. Ознаки легкого ступеня деменції: - втрата пам’яті; - труднощі зі знаходженням знайомих місць; - необхідно більше часу для виконання повсякденних справ; - складнощі з підрахунком фінансів, оплатою рахунків, тощо; - невірні судження, які часто призводять до неправильних рішень; - зміни настрою та особистості;  - підвищена тривожність.
3. Деменція помірної тяжкості виникає, коли пошкодження зачіпають ділянки кори головного мозку, які контролюють мовлення, міркування, сенсорну обробку та свідомі думки. Можуть виникати проблеми з поведінкою, такі як блукання та тривожність. Хворі потребують пильнішого спостереження та догляду. Симптомами можуть бути: - сильне погіршення пам’яті; - здатність зосереджуватись значно знижується; - труднощі з розпізнаванням друзів та рідних; - важко підбирати слова, читати, писати, рахувати; - складно висловлювати свої думки та логічно мислити; - нездатність засвоювати нову інформацію; - емоційні зміни: тривога, неспокій, плаксивість, хвилювання, блукання, особливо пізно ввечері або вночі; - галюцинації, марення, підозрілість або параноя, дратівливість; - втрата контролю над імпульсами (людина може почати роздягатися в невідповідний час та в невідповідному місці, лаятися на оточуючих);
4. Тяжка деменція - це остання стадія деменції. На цьому етапі ділянки мозку ще більше атрофуються, і по всьому мозку поширюються бляшки та клубки. Хворі повністю залежать від своїх опікунів, оскільки майже весь час проводять у ліжку. Вони не впізнають тих, кого знали раніше, включаючи членів сім'ї та не знатні до спілкування.  Серед симптомів також можуть бути: - втрата ваги; - судоми, шкірні інфекції, труднощі з ковтанням; - стогін чи бурчання; - довготривалсть щоденного сну; - неконтрольовані випорожнення сечового міхура та кишечника.[9][10]

## Захворювання та стани, які можуть супроводжуватись деменцією
- Хвороба Альцгеймера (50% — 60% всіх випадків деменції);
- Судинна (мультиінфарктна) деменція (10%— 20%);
- алкоголізм (10 — 20%)
- Внутрішньочерепні об'ємні процеси — пухлини, субдуральні гематоми та мозкові абсцеси (10% — 20%);

- Аноксія, черепно-мозкова травма (10% — 20%);
- Нормотензивна гідроцефалія (10% — 20%);
- Хвороба Паркінсона (1%);
- Хвороба Гантінгтона (1%);
- Прогресуючий супрануклеарний параліч (1%);
- Хвороба Піка (1%);
- Бічний аміотрофічний склероз;
- Лобово-скронева деменція;
- Склероз гіпокампу;
- Спиноцеребральні дегенерації;
- Офтальмоплегія у поєднанні з метахроматичною лейкодистрофією (доросла форма);

Смертність на мільйон осіб, 2012 року внаслідок деменції, за країнами. Найсвітліший тон (жовтий) — до 4 осіб, найтемніший — 376....1266 людей.

- Хвороба Геллервордена — Шпатца;
- гашишний психоз, пізні стадії.

### Вірусні захворювання
- COVID-19. У групі ризику опиняються люди, мозок яких ослаблений через тривалі інтоксикації, наркоз або гіпоксії, а також люди з нестійкою психікою або після тривалого прийому психотропних речовин.[11][12]
- ВІЛ-інфекція у вигляді ВІЛ-енцефалопатії (приблизно 1 %),

### Інфекційні захворювання
- Хвороба Кройцфельда — Якоба (1% — 5%);
- Фатальне сімейне безсоння;
- Наслідки (резидуальні явища) тяжких енцефалітів і менінгітів, особливо перенесених у дитячому віці;
- Прогресуюча мультифокальна лейкоенцефалопатія[a];
- Нейросифіліс;
- Хвороба Бехчета[b].

### Дефіцитні стани
- синдром Гайє — Верніке — Корсакова — недостатність тіаміну (1% — 5%);
- недостатність вітаміну В12;
- недостатність фолієвої кислоти;
- пелагра.

### Метаболічні порушення
- діалізна деменція;
- гіпо- та гіперфункція щитоподібної залози;
- тяжка ниркова недостатність;
- хвороба Іценка — Кушинга;
- печінкова недостатність;
- хвороби паращитоподібних залоз;
- системний червоний вовчак та інші колагенові хвороби, що супроводжуються церебральними васкулітами;
- розсіяний склероз;
- хвороба Віпла.

## Профілактика
Хоча ліків від деменції на 2023 рік не існує, багато досліджень дали цінну інформацію про те, як впровадження здорового способу життя та деяких медичних втручань можуть допомогти зменшити ризик або відстрочити настання деменції.

### Модифікація способу життя
Кілька факторів способу життя пов’язані зі зниженням ризику деменції. Впровадження цих звичок у повсякденне життя може сприяти когнітивному здоров’ю та загальному благополуччю.
- Фізична активність: регулярні фізичні вправи асоціюються зі зниженим ризиком розвитку деменції. Прагніть до принаймні 150 хвилин аеробної активності середньої інтенсивності, як-от швидка ходьба, плавання або їзда на велосипеді, розподілених протягом тижня. Силові тренування та вправи на баланс також можуть бути корисними. Дослідження протягом 44 років 1462 жінок віком від 38 до 60 років показало, що висока фізична активність та регулярні фізичні вправи сповільнила вік початку деменції на 9,5 років порівняно з середньою фізичною активністю.[6][17][18]  Огляд 2023 року показав, що фізична активність, зокрема аеробні вправи, завдяки низці механізмів може підтримувати здоров’я мозку з віком. Окрім переваг для серцево-судинної системи, фізична активність позитивно впливає на біомаркери крові, фізіологічні та психологічні фактори, пов’язані з когнітивними функціями мозку. Багатокомпонентні втручання, які поєднують фізичну активність з розумовою стимуляцією та соціалізацією, є особливо перспективними.[19] Також, низька маса скелетних м’язів пов’язана з когнітивними порушеннями та деменцією у літніх людей через низку патофізіологічних механізмів, тому підтримка м'язової маси є необхідною для профілактики деменції.[20]
- Розумова стимуляція: участь у розумово стимулюючих діях, таких як головоломки, читання та навчання новим навичкам, може допомогти зберегти когнітивні функції та зменшити ризик деменції.[21][22] Участь у громадських заходах і підтримання міцних соціальних зв’язків також можуть мати захисний ефект.[23][24]
- Здорове харчування: споживання збалансованої дієти, багатої на фрукти, овочі, цільні зерна, горіхи, харчові волокна (клітковина), нежирний білок і корисні жири (омега-3, лецитин), вітаміни та мікроелементи, флавоноїди (фітонутрієнти, що містяться в свіжих овочах та фруктах)[25] та достатньої кількості чистої води (3-4% від маси тіла на добу) може сприяти зміцненню загального здоров’я та покращенню когнітивних функцій (пам'ять, увага, мислення). Середземноморська дієта, дієта DASH (дієтичні підходи до зупинки гіпертонії) і дієта MIND (середземноморська дієта DASH для затримки нейродегенерації) пов’язані з меншим ризиком розвитку деменції.[26][27][28][29][30][31]
- Сон: пріоритет достатньому, якісному сну, оскільки поганий режим сну пов’язаний із підвищеним ризиком деменції.[32][33] Прагніть до 7-9 годин сну на добу та усуньте розлади сну, такі як апное уві сні, якщо вони є.[34]
- Соціалізація: було виявлено, що соціальна взаємодія має захисний ефект проти деменції, потенційно через стимуляцію когнітивних резервів.[35] Участь у соціальних заходах, таких як участь у громадських групах або підтримка міцної мережі друзів, може відстрочити початок деменції та уповільнити зниження когнітивних функцій.[36] Отже, заохочення до регулярних соціальних заходів може бути ключовою зміною способу життя для профілактики деменції.[37]
- Управління стресом: хронічний стрес може сприяти погіршенню когнітивних функцій і деменції.[38][39][40] Стратегії керування стресом включають різноманітні заходи, такі як ранкове загартовування[41], свідома медитація[42][43][44], йога[45], вправи на глибоке дихання[41][44][45] та прийом адаптогенів[46][47] (ашваганда[48], родіола[49], женьшень[50] тощо).
- Тютюн і алкоголь: уникайте куріння та вживання алкоголю, оскільки вони пов’язані з підвищеним ризиком розвитку деменції.[51][52][53]

### Медичні втручання
Окрім зміни способу життя, певні медичні заходи можуть допомогти запобігти або відстрочити настання деменції.
- Контроль артеріального тиску: гіпертонія, особливо в середньому віці, асоціюється з підвищеним ризиком деменції. Контролюйте артеріальний тиск шляхом зміни способу життя та прийому ліків, якщо це необхідно.[54][55]
- Управління діабетом: діабет, особливо діабет 2 типу, пов’язаний з вищим ризиком деменції. Підтримуйте здоровий рівень цукру в крові за допомогою дієти, фізичних вправ і прийому ліків, якщо це необхідно.[56][57]
- Контроль рівня холестерину: високий рівень холестерину, особливо в середньому віці, може сприяти розвитку деменції. Прагніть підтримувати здоровий рівень холестерину за допомогою дієти, фізичних вправ і прийому ліків, якщо це необхідно.[58][59]
- Лікування депресії: депресія асоціюється з підвищеним ризиком розвитку деменції. Шукайте відповідне лікування депресії, наприклад психотерапію, перебування на Сонці та природі, корекція образу життя та харчування, чи ліки, щоб зменшити цей ризик.[60][61]
- Здоров'я судин: фактори ризику судин, такі як ожиріння, високий кров'яний тиск і куріння, можуть збільшити ризик деменції. Керуйте цими факторами ризику, щоб підтримувати оптимальне здоров’я судин.[62]
- Дієтичні добавки: хоча деякі добавки показали перспективність у доклінічних або ранніх дослідженнях, жодна з них не була остаточно доведена для запобігання або лікування деменції. Важливо проконсультуватися з медичним працівником, перш ніж додавати добавки до свого розпорядку дня. Деякі з часто досліджуваних добавок для профілактики деменції включають:
  - Омега-3 жирні кислоти: містяться в риб'ячому жирі (скумбрія, тріска, лосось, криль) та деяких рослинних джерелах (волоський горіх, лляна олія), омега-3 жирні кислоти пов'язані з покращенням когнітивних функцій і зниженням ризику деменції.[63][64][65][66]
  - Лецитин – це природна речовина, яка міститься в різних харчових продуктах, таких як соєві боби, яєчні жовтки та насіння соняшнику. Це багате джерело холіну, важливої поживної речовини, яка відіграє важливу роль у роботі мозку та виробництві нейромедіатора ацетилхоліну. Ацетилхолін бере участь у пам'яті, навчанні та інших когнітивних процесах.[67][68]
  - Вітаміни B: вітаміни групи B, зокрема B6, B9 (фолієва кислота) і B12, можуть допомогти знижувати ризик та уповільнювати настання деменції.[69][70]
  - Гінкго білоба: гінкго білоба широко використовується для покращення мозкового кровообігу, когнітивних функцій і пам'яті, показуючи ефективність вищу від плацебо[71], особливо, при використанні дози 200 мг/добу і вище, протягом, мінімум, п'яти місяців.[71][72]
  - Куркумін: отриманий зі спеції куркуми, куркумін досліджувався на його потенційні протизапальні та антиоксидантні властивості. Деякі доклінічні дослідження показали, що куркумін може мати нейропротекторну дію та допомогти в профілактиці деменції.[73][74][75][76] Піперин з чорного перцю значно покращує засвоюванність куркуміну, до 20 разів.[77]
  - Вітамін Е: як антиоксидант, вітамін Е досліджувався на його здатність захищати клітини мозку від пошкодження. Деякі дослідження показали, що добавки вітаміну Е можуть уповільнити зниження когнітивних функцій у людей із хворобою Альцгеймера, але інші дослідження не спостерігали значних переваг.[78][79] Крім того, високі дози вітаміну Е можуть викликати побічні ефекти та взаємодіяти з певними ліками.[80][81]
  - Герицій їжаковий (Lion's Mane) – це функціональний гриб, який використовується через його потенційні властивості покращення когнітивних функцій.[82] Він містить біологічно активні сполуки, такі як геріценони та еринацини, які, як було показано в доклінічних дослідженнях, стимулюють синтез фактора росту нервів (NGF) і стимулюють ріст і відновлення нервової системи.[83][84][85]
  - N-Ацетилцистеїн (NAC) — є попередником антиоксиданту глутатіону, який відіграє важливу роль у захисті клітин від окисного стресу та пошкодження. Деякі доклінічні дослідження показали, що NAC може мати нейропротекторну дію, потенційно знижуючи ризик нейродегенеративних захворювань.[86][87]
  - Альфа-ліпоєва кислота (ALA) — є антиоксидантом, який вивчався на предмет його потенційної ролі в зміцненні здоров'я мозку та запобіганні погіршенню когнітивних функцій. Доклінічні дослідження показали, що ALA може захищати клітини мозку від окислювального стресу та запалення, які пов’язані з розвитком деменції.[88][89]
  - Антиоксиданти — лютеїн з зеаксантином (каротиноїди, які в основному містяться в листовій зелені (шпинат, кейл), броколі та яєчних жовтках, які, як відомо, приносять користь здоров’ю очей[90]) були пов’язані зі зниженням ризику загальної деменції до 7% (вікова група 65 років і старше); бета-криптоксантин (каротиноїд, який зазвичай міститься в цитрусових і кабачках, який також може принести користь здоров’ю кісток і знизити ризик раку[91]) був пов’язаний зі зниженням ризику загальної деменції до 12% (як у віці 45 років і старше, так і у віці 65 років і старше).[92]

Важливо пам’ятати, що дієтичні добавки не повинні замінювати здорове харчування та здоровий спосіб життя в профілактиці деменції, а тільки доповнювати їх. Збалансоване харчування, регулярна фізична активність, розумова стимуляція та інші профілактичні заходи, розглянуті в попередніх розділах, мають вирішальне значення для підтримки когнітивного здоров’я та зниження ризику деменції.

## Додаткова література

### Книги
- Ліса Москоні (2019). Їжа для мозку. Наука розумного харчування. — Наш формат, 336 с. ISBN 9786177682249
- Andrews June (2020). Dementia: the one-stop guide: practical advice for families, professionals and people living with dementia and Alzheimer's disease (англ.). London. ISBN 978-1-78816-505-1.
- Shankardass Mala Kapur (2021). Dementia Care: Issues, Responses and International Perspectives (англ.). Singapore: Springer Singapore. ISBN 978-981-16-3863-3.

### Журнали
- Alzheimer's and Dementia
- Dementia and Geriatric Cognitive Disorders
- American Journal of Alzheimer's Disease and other Dementias
- Dementia